# 汇仁药业
江西汇仁药业股份有限公司又稱汇仁药业、汇仁集團、汇仁集团有限公司、中外合资汇仁制药有限公司，是一家總部位於中華人民共和國江西省南昌市的中成藥製藥集團。成立於1992年，1994年投產，1997年成為集團企業。旗下藥品有汇仁腎寶和汇仁六味地黃丸。
該企業為家族企業，陈氏家族几乎控制了汇仁药业100%的股权。截至2016年上半年，汇仁药业毛利率达83.25%，由於巨额的广告费用，净利率為10.24%。該公司研发投入低于行业平均水平。

## 外部連結
- 官方网站